# Giovanni di Stefano

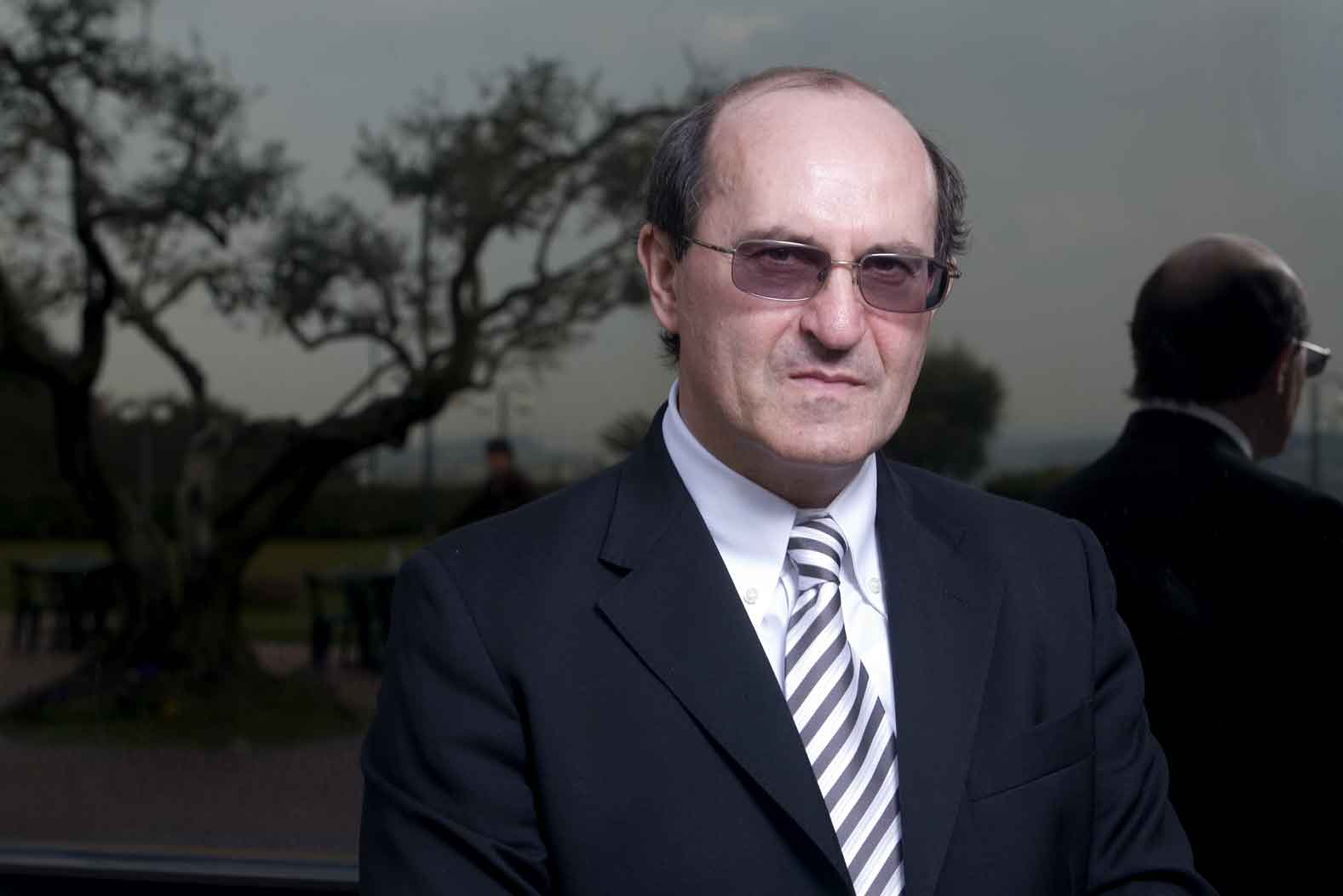
Giovanni Di Stefano (2009)

Giovanni di Stefano (* 1. Juli 1955 in Petrella Tifernina, Provinz Campobasso, Italien) ist ein italienischer Hochstapler, der unter anderem als Strafverteidiger des Serienmörders „Doctor Death“ Harold Shipman, des Zugräubers Ronald Biggs, von Jonathan King, von Saddam Hussein, Slobodan Milošević und Željko Ražnatović alias „Arkan“ bekannt wurde. Über Arkan hatte er auch Kontakt zu Osama bin Laden. Im Gerichtsverfahren sagte er außerdem aus, er habe auch zum damaligen Präsidenten von Simbabwe, Robert Mugabe, Kontakt gehabt. All dies führte dazu, dass er „Anwalt des Teufels“ genannt wird. 2013 wurde er zu 14 Jahren Gefängnis verurteilt.

## Leben
Di Stefanos Vater kam Anfang der 1960er Jahre mit der Familie als Gastarbeiter nach Irchester. Bereits 1976 war Giovanni Di Stefano in Irland für kurze Zeit wegen Betrugs zu einer Gefängnisstrafe verurteilt worden. Bis 1989 lebte Di Stefano in Großbritannien, wo er 1984 erneut wegen Betrugs verurteilt und inhaftiert wurde. Damals behauptete er, einen Doktorgrad der Rechtswissenschaften an der Cambridge University erworben zu haben, tatsächlich hatte er jedoch niemals studiert.
Von 1989 bis 1992 lebte er in Los Angeles und versuchte – ohne Erfolg –, die MGM-Studios zu erwerben. Nachdem die Justiz ihn erneut wegen Betrügereien zur Fahndung ausgeschrieben hatte, floh Di Stefano 1992 nach Jugoslawien und konnte dort zu Slobodan Milošević eine freundschaftliche Beziehung aufbauen. Bis 1999 blieb er in Serbien und zog dann nach Italien.
Anfang der 2000er Jahre gelang es ihm, unter der italienischen Bezeichnung „avvocato“ als angeblicher Rechtsanwalt zahlreiche bekannte Beschuldigte zu verteidigen. Darunter waren Kriegsverbrecher wie Tariq Aziz und Saddam Hussein sowie Beschuldigte, deren Fälle in der (vornehmlich britischen) Presse kontrovers diskutiert wurden (z. B. Gary Glitter).
Di Stefano selbst veröffentlichte 2005 ein Buch mit dem Titel Defending the Indefensible.
2011 wurde Di Stefano mit einem Europäischen Haftbefehl, der durch die britischen Strafverfolgungsbehörden ausgestellt worden war, auf Mallorca wegen Geldwäsche und Betrugs festgenommen.
Im März 2013 wurde Di Stefano wegen mehrerer Fälle von Betrug, Hehlerei und weiterer betrügerischer Handlungen zu einer Freiheitsstrafe von 14 Jahren verurteilt. Ein britisches Gericht stellte fest, dass Giovanni di Stefano nie Jura studiert habe und somit ein Hochstapler sei.